# مری نای
مری نای (انگلیسی: Mary Nighy؛ زادهٔ ۱۷ ژوئیهٔ ۱۹۸۴) بازیگر و کارگردان فیلم اهل بریتانیا است. وی از سال ۱۹۹۸ میلادی تاکنون مشغول فعالیت بوده‌است.
از فیلم‌ها یا برنامه‌های تلویزیونی که وی در آن نقش داشته‌است، می‌توان به ماری آنتوانت، هنر زیبای عشق و مأموران مخفی اشاره کرد.